# Гришин, Виталий Николаевич
Виталий Николаевич Гришин (9 сентября 1980, Москва) — российский футболист, полузащитник; тренер.

## Карьера

### «Динамо»
В 1997 году перешёл в московское «Динамо-2». Следующие два с половиной года отыграл за дубль московского «Динамо» (называвшийся «Динамо»-2). Всего за оба фарм-клуба отыграл 97 матчей и забил 5 голов. 30 апреля 2000 года дебютировал за основную команду московского «Динамо» в матче против «Алании», выйдя на замену на 90 минуте вместо Лаки Изибора. Впервые в основном составе вышел 8 июля того же года в матче против «Черноморца», а первый гол забил 27 августа в ворота «Крыльев Советов».
При Валерии Газзаеве играл на позиции опорного полузащитника, в дальнейшем — на позиции левого хава.

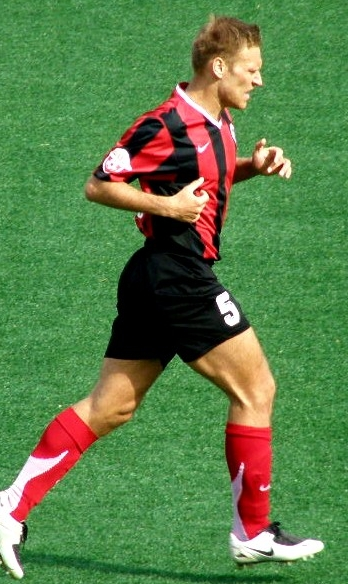
Виталий Гришин в составе «Амкара»
(12 апреля 2008)

3 августа 2002 года в матче против московского «Спартака» на 85-й минуте Гришин в единоборстве с Дмитрием Парфёновым сыграл в ногу и нанёс ему тяжелейшую травму, из-за которой тот пропустил более года.

### «Ворскла» и «Химки»
В сезоне 2003/04 годов играл за полтавскую «Ворсклу» в Украинской Высшей Лиге, c августа 2004 по декабрь 2005 года — за «Химки» в первом российском дивизионе.

### «Амкар»
С 2006 года выступал за пермский «Амкар». Первый матч провёл 17 марта против «Москвы», а дебютный гол — 8 ноября против «Спартака-Нальчик».
22 апреля 2006 года в матче против «Томи» забил гол с помощью руки. Сергей Оборин после совещания с Гришиным обратился к судье и попросил отменить гол.
Большую часть карьеры в клубе провёл на позиции левого полузащитника, однако в сезоне 2009 года новый тренер «Амкара» Димитр Димитров стал использовать Гришина слева в обороне. Заменивший его по ходу сезона Рашид Рахимов вернул его обратно в середину поля, однако, с тех пор Гришин иногда играл в защите.
Наиболее удачным для игрока стал второй этап Чемпионата России 2011/2012, в котором он за 14 матчей забил 4 гола и отдал 2 голевых передачи. Это можно связать с приходом в команду тренера Миодрага Божовича, которого Гришин считает лучшим из тех, с которыми он работал. После столь запоминающейся игры Гришин вошёл в тройку лучших игроков клуба по версии болельщиков.
Автор первого гола «Амкара» в Лиге Европы.

### Возвращение в «Химки»
30 июня 2013 года подписал контракт с «Химками», отыграв за клуб один сезон во втором дивизионе, завершил карьеру игрока.

### Карьера тренера
Начинал работать в Академии «Динамо» имени Льва Яшина, где помогал Кириллу Новикову в работе с командой 1999 года рождения. После выпуска того золотого коллектива тренировал в динамовской Академии команды разных возрастов.
С 30 апреля 2019 года вошёл в штаб молодёжной команды «Динамо».

## Личная жизнь
- Поклонник российских метал-команд «Ария», «Кипелов», «Театр Теней», «Эпидемия»[8].
- В интервью журналу Total Football заявил, что если бы не футбол — стал бы шахматистом[8].